# Riccardia nudiflora
Riccardia nudiflora là một loài rêu trong họ Aneuraceae. Loài này được Stephani Grolle mô tả khoa học đầu tiên năm 1995.